# Rock Prairie Township
Rock Prairie Township est un township  du comté de Dade dans le Missouri, aux États-Unis,.
Il est baptisé en référence à une prairie du même nom.

## Source de la traduction
- (en) Cet article est partiellement ou en totalité issu de l’article de Wikipédia en anglais intitulé « Rock Prairie Township, Dade County, Missouri » (voir la liste des auteurs).